# Éric Bertinat
Éric Bertinat, né en 1956 à Genève, est une personnalité politique suisse membre de l'Union démocratique du centre (UDC).

## Biographie
Éric Bertinat est horloger-rhabilleur (CFC) de formation, diplômé en microtechnique.
Il exerce [Quand ?] la fonction de responsable communal de la Protection civile.
Il est père de six enfants.

## Parcours politique

### Vigilance
Éric Bertinat est élu député au Grand Conseil du canton de Genève en 1985 sur la liste de Vigilance, dont il est président depuis 1984, ce qui fait de lui, à 28 ans, le plus jeune président d'un parti possédant des élus municipaux, des députés et un conseiller national (Mario Soldini) que le pays ait connu.
En 1987, il participe à Paris à un meeting du Front national aux côtés de Jean-Marie Le Pen avant de l'inviter à Genève, ce qui lui vaut de nombreuses critiques au sein de son mouvement. En 1988, il quitte ses diverses fonctions politiques pour se consacrer à sa famille mais aussi à cause de dissensions internes dans le parti.

### Union démocratique du centre
Il adhère à l'UDC au début des années 2000 avant de devenir secrétaire général de la section genevoise de l'UDC et membre du comité central de l'UDC-Suisse (depuis 2002). Début 2013, il est élu au sein du comité directeur de l'UDC Genève.
Il retrouve en 2005, 20 ans après, son mandat de député au Grand Conseil. Durant cette législature, il préside la commission de l'enseignement supérieur (2007), la commission des affaires sociales (2008) et la sous-commission informatique (2008). Il est réélu au Grand Conseil le 11 octobre 2009. En 2010, il est élu président de la commission des finances. Il est également membre du Bureau du Grand Conseil de 2009 à 2011. Toujours en 2010, il dépose une résolution proposant de modifier la Constitution fédérale pour permettre à des régions frontalières qui le souhaitent de rejoindre la Suisse (nouveaux cantons). En novembre 2012, il est élu à la présidence de la commission cantonale de l'énergie et en novembre 2013, à la présidence de la commission d'enquête parlementaire sur la Cour des comptes.
Le 13 mars 2011, il est élu au Conseil municipal de la Ville de Genève et se présente, sans succès, à l'élection du Conseil administratif de Genève. Chef de groupe, il préside l'année suivante la commission de la sécurité du domaine public de l'information et de la communication. En 2012, il se présente sans succès à l'élection partielle au Conseil administratif pour remplacer Pierre Maudet, élu au Conseil d'État le 17 juin. Après des élections municipales décevantes pour l'UDC-Genève (19 avril 2015), il est élu pour un second mandat au Conseil municipal de la Ville de Genève. Il en élu président le 5 juin 2018 pour 2018-2019. Le 15 mars 2020, il est réélu au Conseil municipal. Il préside la commission du logement en 2020-2021.
Il est candidat aux élections fédérales de 2015 et de 2019.
En 2020, Éric Bertinat s'oppose à sanctionner les discriminations basées sur l’orientation sexuelle et prend position contre une loi visant à sanctionner l'homophobie qu'il juge "être un plan LGBT visant à évoluer lentement vers le mariage entre personnes de même sexe et la procréation médicalement assistée".

### Parcours associatif

#### ASIN
En 1990, Éric Bertinat rejoint l'Action pour une Suisse indépendante et neutre (ASIN) où il est élu au comité central de 2000 à 2003. En décembre 2010, il est nommé Coordinateur romand pour l'ASIN.
En 2014, il quitte sa charge de coordinateur romand à l'ASIN.

#### Perspective catholique
Il fonde en 2010 l'association Perspective catholique qui, selon ses statuts, « entend appliquer à la Cité le droit naturel et les principes chrétiens dans le respect de la tradition fédéraliste et populaire de la Suisse ». N'intervenant que dans le cadre d'objets politiques touchant la doctrine catholique (travail dominicale, promotion de l'homosexualité, laïcisme, etc.), elle suit l'actualité sur son site (https://perspectivecatholique.ch/).

### Parcours éditorial
Il a collaboré aux publications suivantes : Le Vigilant, Controverses, Le petit Journal, Una voce helvetica, Alias 2000. Ce dernier est issu de la fusion de la Citadelle du Valais et du Petit Journal de Fribourg. Il est correspondant permanent pour la Suisse du journal Présent. Il collabore aussi à Place Publique, publication de la section Genève de l'UDC.

#### La revueControverses
En 1988, il cofonde, avec les abbés Michel Koller et Henry La Praz, Controverses, une revue catholique traditionaliste, paraissant dix fois par an. Controverses devient non seulement la plus importante publication d'orientation catholique traditionaliste de Suisse romande, mais elle est aussi largement lue dans les mêmes milieux en France, en Belgique, au Canada et même en Afrique. Le philosophe suisse Eric Werner, la journaliste Suzanne Labin et le polémiste français François Brigneau collaboreront régulièrement à la revue. Éric Bertinat cofonde aussi, dans le sillage de la revue, un centre de diffusion par correspondance de livres, de matériel audio et d'objets de piété, Tradiffusion. Controverses publie aussi des cahiers, sous forme de suppléments, tels Carnets spirituels et les Cahiers du journal Controverses.
Il est rédacteur en chef de la revue jusqu'en 1995, où il cède sa fonction à Olivier Rouot. Controverses cesse sa parution en 1998. La revue aurait eu 6 000 abonnés,.

## Thèses
En 2003, il dément être un proche de François de Siebenthal, déclarant toutefois le connaître et partager ses vues sur l'avortement et l'antimaçonnisme. La même année il confie à L'Express la responsabilité évidente de la franc-maçonnerie dans l'agenda de la vie politique, notamment sur les questions de l'euthanasie, de la libéralisation des drogues, du Pacs. Ces déclarations ainsi qu'un article dans le journal Le Temps, lui valent des remontrances de la part de quelques responsables de la section genevoise de l'UDC. Le groupe UDC du conseil municipal de la ville dénonce ainsi unanimement l'hostilité d'Éric Bertinat envers la franc-maçonnerie,.
En 2007, il déclare sur la télévision locale genevoise Léman bleu que « les homosexuels n'apportent rien à la société car ils sont incapables de se reproduire ».
En 2016, il dénonce la diminution du porc dans les cantines scolaires et l'affaire du conflit entre la mosquée de Genève et le collège et école de commerce André-Chavanne au sujet des heures de sport en extérieur des élèves.
En décembre 2020, il dépose avec la Fraternité Saint-Pie-X un recours contre la loi genevoise interdisant les cultes durant la crise de la maladie à coronavirus 2019. Représentés par Yves Nidegger, les recourants obtiennent l'annulation de la loi,.
En 2021, il participe, avec Perspective catholique, au référendum contre le mariage pour tous[réf. nécessaire].